# Alexandre, cavaleiro de Vendôme
Alexandre, cavaleiro de Vendôme (Nantes, 19 de abril de 1598 - Vincennes, 8 de fevereiro de 1629), foi o filho do rei Henrique IV com  Gabrielle d'Estrées, sua amante.

## Vida
Cavaleiro ou chevalier de Vendôme, grande prior de Malta ou França, abade de Marmoutier, legitimado em 1599.
Há dúvidas se seria filho de Catarina Henriqueta ou Catherine Henriette de Balzac d'Entragues (1579-1633), Marquesa de Verneuil, a quem, depois da morte de Gabrielle, Henrique IV teria prometido casamento: era filha de Marie Touchet (amante do rei de França Carlos IX, e de seu marido François de Balzac d'Entragues; meia irmã do Conde de Auvergne Carlos de Valois (1573-1650), Duque de Angoulême em 1619 [filho de Maria Touchet e do rei Carlos IX]. Teria feito cenas ao rei por ocasião de seu casamento com Maria de Médicis, entrando na conspiração do marechal de Biron em 1606 mas retomando os favores reais em 1608. Suspeita-se de seu envolvimento nas intrigas espanholas que precederam a morte do Rei.
Com Catarina Henriqueta o famoso diálogo, em que ela teria reclamado do cheiro corporal do rei:
-  Vous avez de la chance d’être roi car, en vérité, Sire, vous puez comme une charogne.
-  Effectivement - lui repondit il - j’ai le gousset qui sent un peu fin.
Foi sepultado em Vendôme.